# Saison 9 des Goldberg
 (mars 2021).
Si vous disposez d'ouvrages ou d'articles de référence ou si vous connaissez des sites web de qualité traitant du thème abordé ici, merci de compléter l'article en donnant les références utiles à sa vérifiabilité et en les liant à la section « Notes et références ».
Chronologie
Saison 8 Saison 10
Cet article présente le guide des épisodes de la neuvième saison de la série télévisée américaine Les Goldberg.

## Généralités
- Aux États-Unis, cette neuvième saison a été diffusée depuis le 22 septembre 2021 sur le réseau ABC.
- Au Canada, elle est diffusée en simultané ou en différé sur CTV 2[1].

## Distribution

### Acteurs principaux
- Wendi McLendon-Covey (VFB : Delphine Moriau) : Beverly Goldberg
- Sean Giambrone (en) (VFB : Tim Belasri) : Adam Goldberg (jeune)
- Troy Gentile (VFB : Thibaut Delmotte) : Barry Goldberg
- Hayley Orrantia (VFB : Claire Tefnin) : Erica Goldberg
- Jeff Garlin (VFB : Michel Hinderyckx) : Murray Goldberg (épisodes 1 à 15, puis via CGI)
- Patton Oswalt (VFB : Philippe Allard) : Adam Goldberg (voix off adulte)
- Sam Lerner (VFB : Antoni Lo Presti) : Geoff Schwartz

### Acteurs récurrents et invités
- Tim Reid : Monsieur Glascott

## Épisodes

### Épisode 1:L'excellente aventure des Goldberg
- États-Unis /  Canada : 22 septembre 2021 sur ABC / CTV 2

### Épisode 2:Rancune cavalière
- États-Unis /  Canada : 29 septembre 2021 sur ABC / CTV 2

### Épisode 3:Le tsunami aquatique
- États-Unis /  Canada : 6 octobre 2021 sur ABC / CTV 2

### Épisode 4:Les années William Penn
- États-Unis /  Canada : 13 octobre 2021 sur ABC / CTV 2

### Épisode 5:Un cas extrême de démangeaison
- États-Unis /  Canada : 20 octobre 2021 sur ABC / CTV 2

### Épisode 6:Halloween en berne
- États-Unis /  Canada : 27 octobre 2021 sur ABC / CTV 2

### Épisode 7:Cérémonies d'honneur
- États-Unis /  Canada : 3 novembre 2021 sur ABC / CTV 2

### Épisode 8:Collation de Thanksgiving
- États-Unis /  Canada : 17 novembre 2021 sur ABC / CTV 2

### Épisode 9:Sélections naturelles
- États-Unis /  Canada : 1er décembre 2021 sur ABC / CTV 2

### Épisode 10:Barry Bond
- États-Unis /  Canada : 5 janvier 2022 sur ABC / CTV 2

### Épisode 11:Fame attitude
- États-Unis /  Canada : 12 janvier 2022 sur ABC

### Épisode 12:Double tromperie
- États-Unis /  Canada : 19 janvier 2022 sur ABC / CTV 2

### Épisode 13:Effusions filiales
- États-Unis /  Canada : 2 février 2022 sur ABC / CTV 2

### Épisode 14:Les trois Ex
- États-Unis /  Canada : 23 février 2022 sur ABC / CTV 2

### Épisode 15:Le mariage
- États-Unis /  Canada : 2 mars 2022 sur ABC / CTV 2

### Épisode 16:Boys Band
- États-Unis /  Canada : 16 mars 2022 sur ABC / CTV 2

### Épisode 17:Liaisons dangereuses
- États-Unis /  Canada : 23 mars 2022 sur ABC / CTV 2

### Épisode 18:La nouvelle prof de sport
- États-Unis /  Canada : 13 avril 2022 sur ABC / CTV 2

### Épisode 19:Vol de scooter
- États-Unis /  Canada : 20 avril 2022 sur ABC / CTV 2

### Épisode 20:Dimanches, nouilles et riz
- États-Unis /  Canada : 4 mai 2022 sur ABC / CTV 2

### Épisode 21:Une super soirée avec Madonna
- États-Unis /  Canada : 11 mai 2022 sur ABC / CTV 2

### Épisode 22:Adam diplômé!
- États-Unis /  Canada : 18 mai 2022 sur ABC / CTV 2